# Pedro Kos

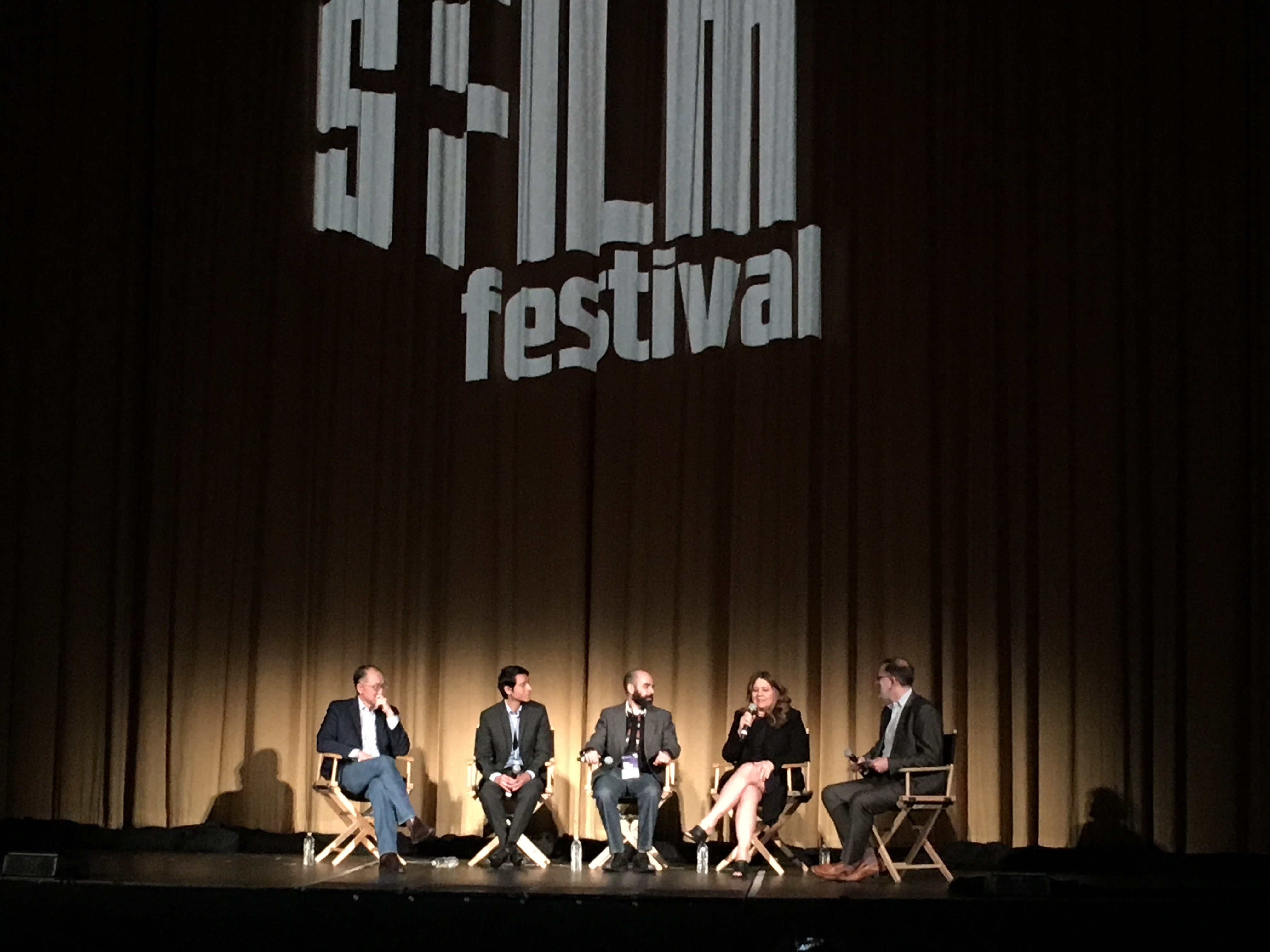
Pedro Kos (Mitte) beim San Francisco International Film Festival 2017

Pedro Kos (geboren in Rio de Janeiro) ist ein brasilianischer Filmregisseur, Drehbuchautor und Filmeditor.

## Karriere
Kos wurde in Rio de Janeiro geboren, wuchs dort und in New York City und Miami auf. Er schloss einen Bachelor of Arts in Theaterregie an der Yale University ab.
Kos arbeitete 2010 als Filmeditor an Waste Land von Regisseurin Lucy Walker. Am Dokumentarfilm The Crash Reel ebenfalls von Walker war er als Drehbuchautor beteiligt. Für den Kurzfilm Nach Hause wurde er 2022 für den Oscar in der Kategorie Bester Dokumentar-Kurzfilm nominiert.
Zusammen mit Jon Shenk drehte er 2024 den Dokumentarfilm The White House Effect über den menschengemachten Klimawandel. Er wurde unter anderem beim DOK.fest München 2025 gezeigt.

## Filmografie (Auswahl)
- 2010: Waste Land (Schnitt)
- 2013: The Crash Reel (Buch)
- 2014: Al midan (Schnitt)
- 2014: Soleá (Kurzfilm, Regie)
- 2017: Bending the Arc (Regie)
- 2019: Cambridge Analyticas großer Hack (Buch)
- 2021: Rebel Hearts (Regie, Buch)
- 2021: Nach Hause (Kurzfilm, Regie)
- 2024: In Our Blood (Regie)
- 2024: The White House Effect (Regie)

## Auszeichnungen (Auswahl)
- 2012: Cinema Brasil Grand Prize in der Kategorie Bester Filmschnitt – Dokumentarfilm für Waste Land
- 2014: Primetime-Emmy in der Kategorie Herausragender Filmschnitt für einen Dokumentarfilm für Al midan
- 2017: Publikumspreis des Berkshire International Film Festival für Bending the Arc
- 2017: Miami-Film-Festival-Nominierung in der Kategorie Bester Dokumentarfilm für Bending the Arc
- 2019: IDA-Award-Nominierung in der Kategorie Bestes Drehbuch für Cambridge Analyticas großer Hack
- 2020: Primetime-Emmy-Nominierung in der Kategorie Bester Dokumentarfilm für Cambridge Analyticas großer Hack
- 2021: Sundance-Film-Festival-Nominierung im Hauptwettbewerb für Rebel Hearts
- 2021: Miami-Film-Festival-Nominierung in der Kategorie Bester Dokumentarfilm für Rebel Hearts
- 2022: Oscar-Nominierung in der Kategorie Bester Dokumentar-Kurzfilm für Nach Hause